# آبخار
آبخار (به اسپانیایی: Abejar) دهستانی در استان سریا در کشور اسپانیا است. این دهستان به بخش خودمختار کاستیا و لئون تعلق دارد.